# Кильдебяк
Кильдебяк (тат. Килдебәк) — село в Сабинском районе Республики Татарстан, административный центр Кильдебякского сельского поселения.

## Этимология
Топоним произошёл от антропонима татарского происхождения «Килдебәк».

## География
Село находится на реке Казкаш, в 8 км к востоку от районного центра — посёлка городского типа Богатые Сабы.

## История
Окрестности села были обитаемы в эпоху неолита – поздней бронзы, о чём свидетельствует археологический памятник – Кильдебякское местонахождение.
Основание села, по одной из версий, относят к XVI веку. Первоисточники упоминают о селе с 1678 года. Также было известно названием Деревня по Речке Казниш.
В сословном плане, в XVIII веке и вплоть до 1860-х годов, жителей села причисляли к государственным крестьянам. Традиционные занятия – земледелие и разведение скота, также были распространены лесной, столярный, кожевенный и портняжный промыслы, изготовление изделий из серебра.
По сведениям из первоисточников, в начале XX столетия в селе действовала мечеть. Среди хозяйственных построек были: водяная мельница, кузница, почтовая станция, мелочная лавка; земельный надел сельской общины насчитывал 2299,5 десятины.
До 1920 года село было в Сатышевской волости Мамадышского уезда Казанской губернии. С 1920 года перешло в состав Мамадышского кантона ТАССР. С 10 августа 1930 года включено в Сабинский район.
В 1930 году в селе был организован первый колхоз, с 1994 года коллективное предприятие «Октябрь», с 2007 года в составе филиала «Кильдебяк» общества с ограниченной ответственностью «Сельскохозяйственное предприятие «Юлбат».

## Население
| 1782 | 1859 | 1897 | 1908 | 1926 | 1938 | 1949 | 1970 | 1979 | 1989 | 2002 | 2010 | 2020 |
| ---- | ---- | ---- | ---- | ---- | ---- | ---- | ---- | ---- | ---- | ---- | ---- | ---- |
| 86   | 741  | 834  | 1025 | 1098 | 1002 | 780  | 783  | 750  | 588  | 578  | 594  | 611  |

Национальный состав села — татары.

## Экономика
С 2002 года в селе действует общество с ограниченной ответственностью «Лукоз Саба» (одна из крупнейших козьих ферм в России). Поголовье коз составляет около 2000, из них 900 дойных, дающих более 35 т молока ежемесячно. Рядом с фермой находится гостиница.
Жители занимаются преимущественно растениеводством и животноводством.

## Инфраструктура
В селе действуют:
- дом культуры
- библиотека (с 1951 г.)
- детский сад (с 2010 г.)
- фельдшерско-акушерский пункт[2].

## Религия
Мечеть «Ихлас» (с 1998 г.).

## Известные люди
- К. Т. Тимергалиев (1924–1982) – полный кавалер ордена Славы, кавалер ордена Октябрьской Революции